# Phyllodesmium hyalinum
Phyllodesmium hyalinum is een slakkensoort uit de familie van de Facelinidae. De wetenschappelijke naam van de soort is voor het eerst geldig gepubliceerd in 1831 door Ehrenberg.